# Pour cent
Pour-cent, pourcent
Pour l’article ayant un titre homophone, voir Poursan.
Ne doit pas être confondu avec le Signe moins commercial (⁒)
Cet article concerne le signe pour cent (%). Pour la notion mathématique, voir Pourcentage. Pour l'encodage en pour cent, voir Encodage-pourcent.

Visualisation d'un pour cent.

Le signe pour cent « % » est le signe utilisé pour représenter un pourcentage.
Le pour cent (ou pour-cent, ou pourcent), de symbole %, est, comme le pour mille (‰), la partie par million (ppm) et la partie par milliard (ppb), une unité de mesure des pourcentages et plus généralement des fractions inférieures à un (fractions volumiques, fractions massiques, etc.).

## Histoire
Dans les textes du Moyen Âge, on peut voir des notations comme « per cento ». ou « per c. » ou « p. cento ». Selon D. E. Smith, la première trace d'un symbole voisin de celui utilisé actuellement, se trouve dans un manuscrit italien anonyme, écrit vers 1425, sous la forme :
{\displaystyle P.c^{\circ }}
dans laquelle la barre supérieure du « c » est considérablement allongée.
Le « P » s'est ensuite perdu, et on trouve, vers 1650, la notation :
{\displaystyle _{\frac {0}{0}}}
puis la barre est devenue oblique. Les deux « o » sont ensuite assimilés aux deux zéros de 100, ce qui a conduit à noter ‰ le symbole « pour mille ».

## Utilisation

### Mathématiques
Le signe % sert au départ à indiquer un pourcentage. Exemple : « 45 % des êtres humains » signifie « 45 êtres humains sur 100 ».
En mathématiques, « t % de a » se traduit par {\displaystyle a\times {\frac {t}{100}}.}

### Topographie

Un panneau routier indiquant une descente ayant une pente de 10 %.

Le pour cent sert à indiquer l'inclinaison d'une pente : si l'altitude d'un plan incliné varie d'un centimètre par mètre parcouru horizontalement, on dit que la pente est de 1 % (un centimètre pour cent centimètres).

### Informatique
- En Unicode, il y a aussi un « symbole pour cent arabe » (« ٪ »), qui a pour code U+066A.
- En informatique, le caractère pour cent est aussi utilisé pour le modulo dans les langages de programmation dont la syntaxe dérive du langage C, lequel acquit cette syntaxe de l’ancien langage B[3].
- Le code ASCII du caractère pour cent est 37, ou 0x25 en hexadécimal.
- Dans les URI, le préfixe % suivi d'un nombre hexadécimal à deux caractères permet d'encoder un caractère non autorisé dans les URI. Exemples : é → %C3%A9, & → %26.
- Quelques noms du signe pour cent : signe pour cent (en ITU-T), mod, grapes (« raisins ») dans le jargon des hackers, et enfin double-oh-seven (« double-zéro-sept ») dans INTERCAL.
- En SQL, le signe pour cent est un métacaractère (« joker ») dans les expressions « LIKE ». Par exemple, SELECT * FROM table WHERE nom LIKE 'Lisa%' cherche tous les enregistrements dont le nom commence par « Lisa ».
- En TeX et en PostScript, un % indique une ligne de commentaire. En TeX, le symbole est simplement codé par \%, ce qui donne {\displaystyle \%}.
- En BASIC, un % après un nom de variable définit celle-ci comme un entier.

## Typographie
Au moins en français, le signe typographique « % » doit être précédé d'une espace insécable et, le cas échéant, séparé par une espace forte du mot qui le suit (mais accolé aux caractères tels que le point, la virgule et la parenthèse fermante, par exemple),.
Cependant, en français comme dans les autres langues, l'usage varie. Pour l'anglais comme pour le français, le Bureau international des poids et mesures (BIPM) recommande l'usage d'une espace, sans plus de précision.